# Flugplatz Bakel

i7
i11
i13
Der Flugplatz Bakel (französisch Aérodrome de Bakel, IATA-Code: BXE, ICAO-Code: GOTB) ist ein Flughafen außerhalb der Stadt Bakel in der Region Tambacounda im Osten des Senegal.
Der Flugplatz wird von der Regierung Senegals für die zivile Luftfahrt betrieben. Er liegt an der Nationalstraße N2 rund sieben Kilometer südlich des Stadtzentrums.